# Andornay
Andornay és un municipi francès situat al departament de l'Alt Saona i a la regió de Borgonya - Franc Comtat. L'any 2007 tenia 189 habitants.

## Demografia

### Població
El 2007 la població de fet d'Andornay era de 189 persones. Hi havia 60 famílies, de les quals 8 eren unipersonals (4 homes vivint sols i 4 dones vivint soles), 12 parelles sense fills, 36 parelles amb fills i 4 famílies monoparentals amb fills.
La població ha evolucionat segons el següent gràfic:
Habitants censats

### Habitatges
El 2007 hi havia 66 habitatges, 62 eren l'habitatge principal de la família, 1 era una segona residència i 3 estaven desocupats. 57 eren cases i 9 eren apartaments. Dels 62 habitatges principals, 46 estaven ocupats pels seus propietaris, 15 estaven llogats i ocupats pels llogaters i 1 estava cedit a títol gratuït; 1 tenia una cambra, 1 en tenia dues, 5 en tenien tres, 10 en tenien quatre i 45 en tenien cinc o més. 55 habitatges disposaven pel capbaix d'una plaça de pàrquing. A 25 habitatges hi havia un automòbil i a 31 n'hi havia dos o més.

### Piràmide de població
La piràmide de població per edats i sexe el 2009 era:
| Homes | Edats   | Dones |
| ----- | ------- | ----- |
| 0     | 95 o +  | 0     |
| 0     | 90 a 94 | 0     |
| 0     | 85 a 89 | 0     |
| 0     | 80 a 84 | 0     |
| 0     | 75 a 79 | 0     |
| 4     | 70 a 74 | 8     |
| 8     | 65 a 69 | 4     |
| 0     | 60 a 64 | 0     |
| 8     | 55 a 59 | 8     |
| 8     | 50 a 54 | 4     |
| 4     | 45 a 49 | 4     |
| 0     | 40 a 44 | 4     |
| 4     | 35 a 39 | 4     |
| 8     | 30 a 34 | 12    |
| 0     | 25 a 29 | 0     |
| 8     | 20 a 24 | 0     |
| 0     | 15 a 19 | 0     |
| 16    | 10 a 14 | 4     |
| 4     | 5 a 9   | 12    |
| 0     | 0 a 4   | 4     |

## Economia
El 2007 la població en edat de treballar era de 116 persones, 87 eren actives i 29 eren inactives. De les 87 persones actives 79 estaven ocupades (45 homes i 34 dones) i 8 estaven aturades (2 homes i 6 dones). De les 29 persones inactives 10 estaven jubilades, 11 estaven estudiant i 8 estaven classificades com a «altres inactius».

### Ingressos
El 2009 a Andornay hi havia 72 unitats fiscals que integraven 211,5 persones, la mediana anual d'ingressos fiscals per persona era de 16.777 €.

### Activitats econòmiques
Dels 2 establiments que hi havia el 2007, 1 era d'una empresa de comerç i reparació d'automòbils i 1 d'una empresa de serveis.
L'any 2000 a Andornay hi havia 4 explotacions agrícoles.

## Poblacions més properes
El següent diagrama mostra les poblacions més properes.